# 天主教贵州教区
天主教貴州教區是中國天主教愛國會在贵州省屬下的一個教區，未獲得聖座承認。貴州教區由貴陽總教區、安龍教區和石阡宗座監牧區合併而成。

## 概況
2007年，教區目前有十萬教友，由2位主教、25位神父及約30名修女。現任主教為蕭澤江，榮休主教為王充一。教座位於贵州省貴陽市陝西路166號的聖若瑟主教座堂。

## 歷史
1999年12月6日，中國政府官方組織貴州省中國天主教愛國會擅自將貴陽總教區、安龍教區和石阡宗座監牧區合併及成立貴州教區，貴陽總教區正權主教王充一擔任貴州教區主教。同月17日，得到中國天主教主教團和中國天主教愛國會的批復同意。但是，聖座不承認有關變動，維持原有劃分。
2006年10月25日，貴州省神職人員及修女教友代表選舉在貴陽北天主堂選出蕭澤江為貴州教區助理主教，後獲得教宗認可為貴陽總教區助理主教。2007年9月8日，在貴陽北天主堂由王充一主教主禮晉牧。

## 歷任主教
聖座不承認以下主教頭銜。

### 貴州主教
- 王充一主教（1999年12月6日-2014年9月8日）
  - 助理主教蕭澤江（2007年9月8日-2014年9月8日）
- 蕭澤江主教（2014年9月8日-現任）